# Paratico
Paratico är en ort och kommun i provinsen Brescia i regionen Lombardiet i Italien. Kommunen hade 4 832 invånare (2018).